# Sintesi di Gassman dell'indolo
La sintesi di Gassman dell'indolo è una serie di reazioni chimiche usate per sintetizzare indoli sostituiti a partire da anilina.
Si tratta di una sintesi one-pot e nessuno degli intermedi viene isolato. R1 può essere un atomo di idrogeno oppure un alchile, mentre il sostituente R2 ottimale è un gruppo arilico, ma si può utilizzare anche un alchile. Le aniline elettronricche, come la 4-metossianilina, tendono a non dare questa reazione. 
Il gruppo tiometilico in posizione 3 viene spesso rimosso utilizzando nichel Raney producendo 3-H-indolo.

## Meccanismo di reazione
Il meccanismo di reazione della sintesi di Gassman dell'indolo è suddivisto in tre tappe. 
- La prima tappa coinsiste nell'ossidazione dell'anilina (1) da parte dell'ipoclorito di ter-butile (tBuOCl) che porta alla formazione di una clorammina (2).

- La seconda tappa è l'addizione di un chetone con formazione di uno ione solfonio (3). Questa reazione viene condotta in genere a bassa temperatura (-78 °C).

- La terza e ultima tappa è l'addizione di una base, in questo caso rappresentata dalla trietilammina. Riscaldando a temperatura ambiente, la base deprotonerà lo ione solfonio producendo l'ilide di solfonio (4) che rapidamente subisce una trasposizione sigmatropica [2,3] dando un chetone (5). Quest'ultimo subisce una semplice condensazione con formazione finale del 3-tiometilindolo (6).